# Трнава (Горні Богичевці)
Трнава (хорв. Trnava) — населений пункт у Хорватії, в Бродсько-Посавській жупанії у складі громади Горні Богичевці.

## Населення
Населення за даними перепису 2011 року становило 178 осіб.
Динаміка чисельності населення поселення:

## Клімат
Середня річна температура становить 11,28 °C, середня максимальна – 25,70 °C, а середня мінімальна – -5,35 °C. Середня річна кількість опадів – 922 мм.
| Клімат поселення                              | Клімат поселення | Клімат поселення | Клімат поселення | Клімат поселення | Клімат поселення | Клімат поселення | Клімат поселення | Клімат поселення | Клімат поселення | Клімат поселення | Клімат поселення | Клімат поселення | Клімат поселення |
| Показник                                      | Січ.             | Лют.             | Бер.             | Квіт.            | Трав.            | Черв.            | Лип.             | Серп.            | Вер.             | Жовт.            | Лист.            | Груд.            |                  |
| Середній максимум, °C                         | 7,27             | 8,91             | 13,14            | 17,63            | 22,48            | 25,70            | 24,75            | 24,13            | 20,36            | 15,25            | 9,79             | 5,60             |                  |
| Середня температура, °C                       | 0,97             | 2,58             | 6,84             | 11,33            | 16,19            | 19,40            | 21,12            | 20,48            | 16,73            | 11,61            | 6,16             | 1,98             |                  |
| Середній мінімум, °C                          | −5,35            | −3,74            | 0,53             | 5,03             | 9,89             | 13,09            | 17,47            | 16,85            | 13,09            | 7,99             | 2,53             | −1,66            |                  |
| Норма опадів, мм                              | 58               | 53               | 64               | 78               | 84               | 101              | 85               | 86               | 74               | 81               | 87               | 71               |                  |
| Середньомісячна швидкість вітру, м/с          | 1.68             | 1.93             | 2.26             | 2.20             | 2.00             | 1.84             | 1.80             | 1.64             | 1.63             | 1.65             | 1.72             | 1.74             |                  |
| Середньомісячна сонячна радіація, кДж/м²·день | 4340             | 7147             | 10963            | 15335            | 19520            | 21688            | 22533            | 20129            | 14898            | 9216             | 4895             | 3608             |                  |
| --------------------------------------------- | ---------------- | ---------------- | ---------------- | ---------------- | ---------------- | ---------------- | ---------------- | ---------------- | ---------------- | ---------------- | ---------------- | ---------------- | ---------------- |
| Джерело:                                      |                  |                  |                  |                  |                  |                  |                  |                  |                  |                  |                  |                  |                  |